# 宮川真衣HummingBird
宮川真衣HummingBird（みやがわまいハミングバード）は、2009年4月4日から12月26日まで長野エフエム放送（FM長野）で毎週土曜11:00 - 11:30に放送されていた番組である。

## パーソナリティ
宮川真衣
彼女の名が冠ぜられ、彼女が単独で担当する番組は、レギュラー番組としてはFM長野初である。
また2009年12月に同番組終了にあたり、ひとまずラジオパーソナリティを"卒業"宣言しており、現在のところ宮川真衣が担当した最後のラジオ番組となっている。 

## 番組名について
正式名称は『宮川真衣 Humming Bird』。
hummingbirdは直訳でハチドリだが、「ハミングする小鳥たち」をイメージして名付けられている。

## 番組コンセプト
“長野と音”をテーマに、シンガーソングライターでもある宮川真衣が長野県内の
「音が生まれる」様々な場所を実際に訪ね、紹介する。

## 主なコーナー
- My Story
- おとのほそみち
- My Roots